# پیتونوگاما
پیتونوگاما (به لاتین: Pitunugama) یک منطقهٔ مسکونی در سری‌لانکا است که در استان مرکزی (سری‌لانکا) واقع شده‌است.